# Latinisme
Een latinisme is een woord dat, of een zinswending of conventie die is overgenomen uit, of gevormd naar het voorbeeld van het Latijn.
In gezaghebbende taalvoorschriften worden latinismen afgekeurd als strijdig met het eigen karakter van de taal waarin zij zijn overgenomen.